# 쇼넨 스타
《쇼넨 스타》(Shonen Star)는 인도네시아의 월간 만화 잡지이다. 그라메디아 그룹의 계열사인 엘렉스 메디아 콤푸틴도(Elex media komputindo)가 발간하고 있다. 일본의 만화 잡지인 《주간 소년 선데이》의 인도네시아판이다. 원래 한 달에 한 번 발간하였으나, 2010년 7월 이래 한 달에 두 번 발간하고 있다.

## 연재 중인 만화
| 제목              | 만화가          |
| ----------------- | --------------- |
| 명탐정 코난       | 아오야마 고쇼   |
| 이누야샤          | 타카하시 루미코 |
| 와일드 라이프     | 후지사키 마사토 |
| 닷코쿠!!!         | 후쿠치 쓰바사   |
| 마법의 이로하     | 이노우에 가즈로 |
| 따끈따끈 베이커리 | 하시구치 다카시 |
| D-Live!!          | 미나가와 료지   |
| KATSU!            | 아다치 미쓰루   |
| 하지메테노 아쿠   | 후지키 슌       |
| Dr.코토 진료소    | 야마다 다카토시 |
| 결계사            | 다나베 옐로     |
| 디펜스 데블       | 윤인완, 양경일  |

## 같이 보기
- 주간 소년 선데이
- 쇼넨 막즈